# 大塚公子
大塚 公子（おおつか きみこ、1942年 - 2017年）は、日本のルポライター。旧満洲国生まれ。

## 人物
死刑についての著作を多く執筆している。著者のスタンスは死刑廃止論者である。

## 主著
- 『死刑執行人の苦悩』(1988年6月19日発行、創出版)
  - 文庫版(1993年07月08日、角川文庫) - 解説:佐木隆三、カバーデザイン:桜庭文一。

- 『あの死刑囚の最後の瞬間』（1992年、ライブ出版）
  - 文庫版:『死刑囚の最後の瞬間』(1996年、角川文庫)
  - ホテル日本閣殺人事件、鏡子ちゃん殺人事件、栃木雑貨商一家四人殺し、母親バラバラ殺人事件、強盗放火殺人、吉展ちゃん誘拐殺人事件、横浜の強盗母子殺し、少年ライフル魔事件、女性連続毒殺魔事件、大久保清、藤沢市女子高生殺害事件、三人組拳銃強盗殺人、神戸洋服商殺人事件の13人の死刑囚について書かれている。

- 『57人の死刑囚』(1995年9月、角川書店)
  - 文庫版: 角川文庫、1998年。
  - 川端町事件、名張毒ぶどう酒事件、波崎事件、ピアノ殺人事件、袴田事件、長崎雨宿り殺人事件、連続企業爆破事件(大道寺将司・益永利明)、名古屋保険金殺人事件[注 1]、早百合さん誘拐殺人事件、秋山兄弟事件、女子中学生誘拐殺人・老女殺人、三連続保険金殺人事件、福岡病院長殺人事件(2名)、日立の女子中学生誘拐殺人、群馬二女性殺人事件、連続四人殺人事件(男娼等連続強盗殺人事件)、神田ビル放火殺人事件、夕張の保険金目当て殺人事件(2名)、銀座ママ殺人事件他、元昭和石油重役一家殺人事件、日建土木事件、鳩ヶ谷の女性殺人事件、｢殺し屋｣連続殺人事件、岩槻市の父親など三人殺人事件、伊勢崎市の二女子中学生殺人事件、銀座ママ殺人事件他、熊本の主婦殺人事件、連続ピストル射殺事件(永山則夫)、佐世保の三人殺人事件、北海道の二女性連続殺人事件、三崎事件、直方強盗女性殺人事件、事故偽装夫殺人事件、パチンコ景品商殺人事件、泰州くん誘拐殺人事件、大宮の母娘殺人事件、市原の両親殺人事件、幼女殺人事件、福島の飲食店女性経営者殺人事件、熊本母娘殺人事件、赤穂の母子殺人事件、連合赤軍事件(坂口弘、永田洋子)、山中湖連続強盗殺人事件、今市の前妻一家殺人事件、半田の保険金殺人事件、会社員一家死傷事件(北九州母娘殺傷事件)、平取猟銃一家殺人事件、勝田清孝事件(連続殺人一一三号事件を含む事件)、岐阜の前妻一家殺人事件、北海道庁爆破事件(大森勝久)、鳥栖の隣家一家三人殺人事件、山梨・新潟連続殺人事件、山中湖連続強盗殺人事件の事件の当時の57人の死刑確定囚について書かれた本。

- 『死刑』(1998年10月1日、KADOKAWA) - ISBN 4-04-883548-3

- 『「その日」はいつなのか。』(2001年、角川文庫)

## 『57人の死刑囚』
| #  | 事件名                                        | 氏名       | 年齢 | 拘置所 |
| -- | --------------------------------------------- | ---------- | ---- | ------ |
| 1  | 川端町事件                                    |            | 48   | 福岡   |
| 2  | 名張毒ぶどう酒事件                            |            | 69   | 名古屋 |
| 3  | 波崎事件                                      |            | 77   | 東京   |
| 4  | ピアノ殺人事件                                |            | 67   | 東京   |
| 5  | 袴田事件                                      | 袴田巌     | 59   | 東京   |
| 6  | 長崎雨宿り殺人事件                            |            | 57   | 福岡   |
| 7  | 連続企業爆破事件                              | 大道寺将司 | 48   | 東京   |
| 8  | 連続企業爆破事件                              | 益永利明   | 47   | 東京   |
| 9  | 名古屋保険金殺人事件                          |            | 52   | 名古屋 |
| 10 | 早百合さん誘拐殺人事件                        | 木村修治   | 45   | 名古屋 |
| 11 | 秋山兄弟事件                                  |            | 66   | 東京   |
| 12 | 女子中学生誘拐殺人・老女殺人                  |            | 63   | 福岡   |
| 13 | 三連続保険金殺人事件                          |            | 68   | 福岡   |
| 14 | 福岡病院長殺人事件                            |            | 48   | 福岡   |
| 15 | 福岡病院長殺人事件                            |            | 42   | 福岡   |
| 16 | 日立の女子中学生誘拐殺人                      |            | 56   | 東京   |
| 17 | 群馬二女性殺人事件                            |            | 68   | 東京   |
| 18 | 連続四人殺人事件 (男娼等連続強盗殺人事件)     |            | 47   | 大阪   |
| 19 | 神田ビル放火殺人事件                          |            | 47   | 東京   |
| 20 | 夕張の保険金目当て殺人事件                    |            | 51   | 札幌   |
| 21 | 夕張の保険金目当て殺人事件                    |            | 48   | 札幌   |
| 22 | 銀座ママ殺人事件他                            |            | 58   | 東京   |
| 23 | 元昭和石油重役一家殺人事件                    |            | 54   | 東京   |
| 24 | 日建土木事件                                  |            | 58   | 名古屋 |
| 25 | 鳩ヶ谷の女性殺人事件                          |            | 73   | 東京   |
| 26 | ｢殺し屋｣連続殺人事件                          |            | 53   | 東京   |
| 27 | 岩槻市の父親など三人殺人事件                  |            | 40   | 東京   |
| 28 | 伊勢崎市の二女子中学生殺人事件                |            | 44   | 東京   |
| 29 | 銀座ママ殺人事件他                            |            | 48   | 東京   |
| 30 | 熊本の主婦殺人事件                            |            | 45   | 福岡   |
| 31 | 連続ピストル射殺事件                          | 永山則夫   | 47   | 東京   |
| 32 | 佐世保の三人殺人事件                          |            | 51   | 福岡   |
| 33 | 北海道の二女性連続殺人事件                    |            | 61   | 札幌   |
| 34 | 三崎事件                                      |            | 67   | 東京   |
| 35 | 直方強盗女性殺人事件                          |            | 62   | 福岡   |
| 36 | 事故偽装夫殺人事件                            |            | 62   | 東京   |
| 37 | パチンコ景品商殺人事件                        |            | 63   | 東京   |
| 38 | 泰州くん誘拐殺人事件                          |            | 55   | 広島   |
| 39 | 大宮の母娘殺人事件                            |            | 44   | 東京   |
| 40 | 市原の両親殺人事件                            |            | 43   | 東京   |
| 41 | 幼女殺人事件                                  |            | 58   | 東京   |
| 42 | 福島の飲食店女性経営者殺人事件                |            | 58   | 仙台   |
| 43 | 熊本母娘殺人事件                              |            | 65   | 福岡   |
| 44 | 赤穂の母子殺人事件                            |            | 45   | 大阪   |
| 45 | 連合赤軍事件                                  | 坂口弘     | 49   | 東京   |
| 46 | 連合赤軍事件                                  | 永田洋子   | 49   | 東京   |
| 47 | 山中湖連続強盗殺人事件                        |            | 55   | 東京   |
| 48 | 今市の前妻一家殺人事件                        |            | 64   | 東京   |
| 49 | 半田の保険金殺人事件                          |            | 44   | 名古屋 |
| 50 | 会社員一家死傷事件 (北九州母娘殺傷事件)       |            | 45   | 福岡   |
| 51 | 平取猟銃一家殺人事件                          |            | 51   | 札幌   |
| 52 | 勝田清孝事件 (連続殺人一一三号事件を含む事件) | 勝田清孝   | 47   | 名古屋 |
| 53 | 岐阜の前妻一家殺人事件                        |            | 52   | 名古屋 |
| 54 | 北海道庁爆破事件                              | 大森勝久   | 45   | 札幌   |
| 55 | 鳥栖の隣家一家三人殺人事件                    |            | 50   | 福岡   |
| 56 | 山梨・新潟連続殺人事件                        |            | 39   | 東京   |
| 57 | 山中湖連続強盗殺人事件                        |            | 46   | 東京   |